# Partasensaari (ö i Norra Österbotten)
Partasensaari är en ö i Finland. Den ligger i sjön Puhosjärvi och i kommunen Pudasjärvi i den ekonomiska regionen  Oulunkaari  och landskapet Norra Österbotten, i den centrala delen av landet, 600 km norr om huvudstaden Helsingfors. Öns area är 57,7 hektar och dess största längd är 1,9 kilometer i sydväst-nordöstlig riktning.